# Petrophila daemonalis
Petrophila daemonalis là một loài bướm đêm trong họ Crambidae.